# Charles Denis Bourbaki
Charles Denis Bourbaki, francoski general, * 22. april 1816, † 22. september 1897.
Zaradi uspeha med drugo italijansko osamosvojitveno vojno so mu ponudili grško krono (njegov oče, Constantin Denis Bourbaki, je umrl med grško osamosvojitveno vojno), a je zavrnil to čast. Leta 1870 ga je Napoleon III. imenoval za poveljnika Imperialne garde, s katero se je udeležil francosko-pruske vojne. Pozneje je prevzel še poveljstvo Severne in Vzhodne armade. Zaradi poraza leta 1871 je poskušal storiti samomor. 

## Zanimivosti
Skupina francoskih matematikov je v 20. stoletju v njegovo čast objavila različna dela pod psevdonimom Nicolas Bourbaki.